# رینا دوستانه
رینا دوستانه (انگلیسی: Reina Triendl؛ زادهٔ ۲۳ ژانویهٔ ۱۹۹۲) مدل (شخص)، و بازیگر اهل ژاپن است. وی از سال ۲۰۰۹ میلادی تاکنون مشغول فعالیت بوده‌است.
از فیلم‌ها یا برنامه‌های تلویزیونی که وی در آن نقش داشته‌است می‌توان به جو-آن: شروع یک پایان اشاره کرد.